# Home Sweet Home (album de Moussu T e lei Jovents)
Pour les articles homonymes, voir Home Sweet Home.
Home Sweet Home est le quatrième album du groupe français Moussu T e lei Jovents, sorti le 16 octobre 2008 chez Manivette Records aux éditions Le Chant du Monde et distribué par Harmonia Mundi.

## Description
Cet album se place dans la continuité des enregistrements précédents, associant des tonalités des musiques noires du début du XXe siècle, des mélodies rappelant l'opérette marseillaise des années 1930, ou les airs traditionnels occitans, et des rythmes brésiliens,.
Les paroles sont en occitan, en français ou même en anglais. Labour Song  a un côté rétro, mélangeant un refrain en anglais repris en chœur et des couplets en occitan. C'est, pour le quotidien anglais The Guardian un exemple des morceaux qui rendent ce groupe si particulier. Sur mon oreiller est une ode au bonheur de dormir et de rêver, servie avec humour. Certains titres sont plus mélancoliques (Ma rue n'est pas longue,  Mar e montanha, Camarada), ou plus engagées , plus ironiques (Lo chaple, Roge-Negre, À la Ciotat). Desamarra! raconte la vie en mer. D'autres sont nonchalantes, tels Le Divan, Il fait beau, Home Sweet Home,.

## Liste des titres
| 1.    | La Cabussada                  | 1:01 |
| 2.    | Ma rue n'est pas longue       | 3:08 |
| 3.    | Labour song                   | 3:09 |
| 4.    | Sur mon oreiller              | 3:04 |
| 5.    | Camarada (Jongo guerrilheiro) | 4:12 |
| 6.    | Le divan                      | 3:46 |
| 7.    | Desamarra !                   | 3:12 |
| 8.    | Mar e montanha                | 3:30 |
| 9.    | Lo chaple                     | 4:38 |
| 10.   | Il fait beau                  | 2:37 |
| 11.   | Roge-negre                    | 2:13 |
| 12.   | Home sweet home               | 1:58 |
| 13.   | La bèba                       | 2:15 |
| 14.   | A La Ciotat (part 2)          | 2:32 |
| 41:15 |                               |      |